# Spaghetti western

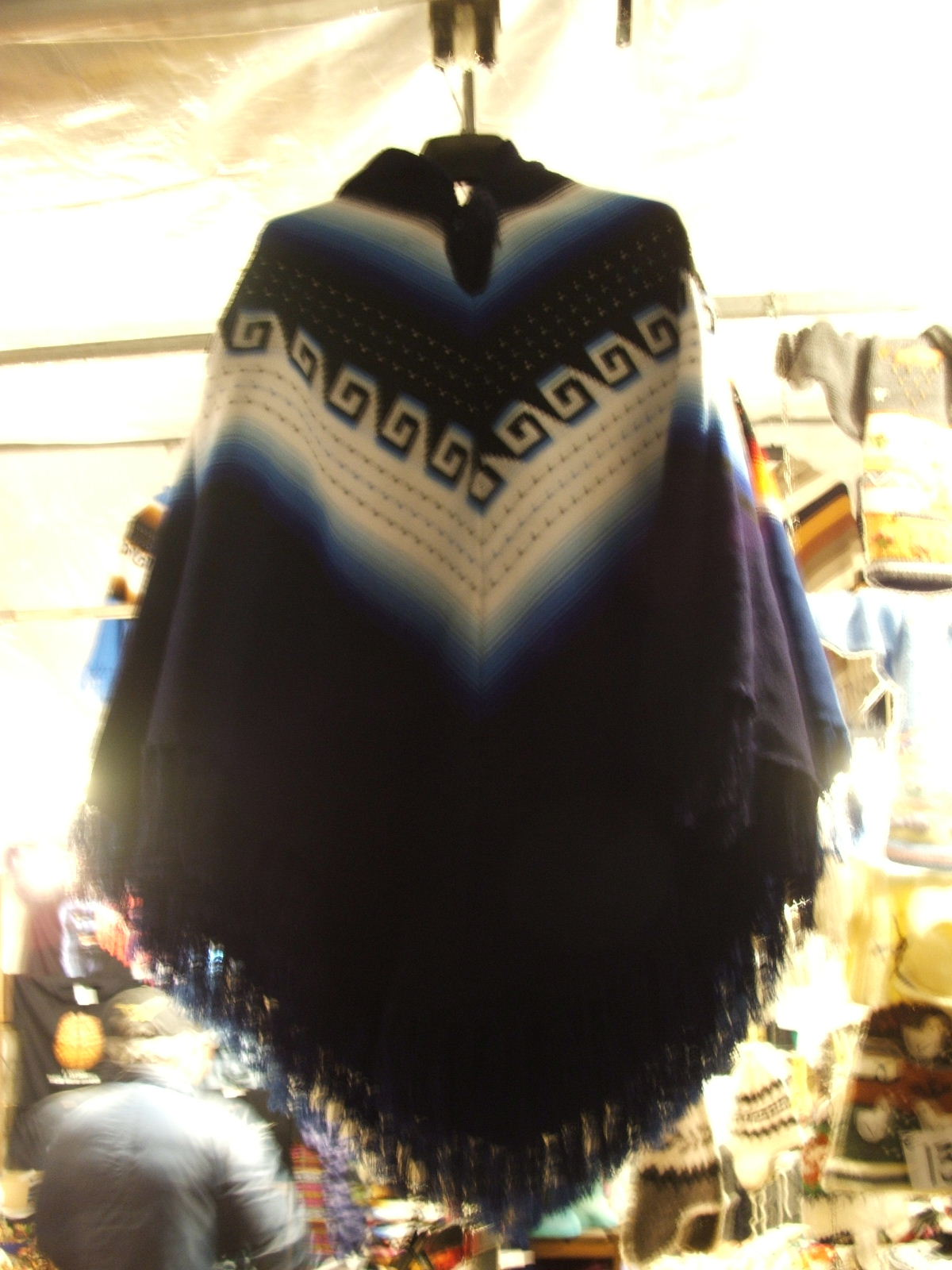
Ponczo, symbol spaghetti westernów

Spaghetti western (lub macaroni western) – potoczna nazwa nurtu we włoskiej kinematografii w latach 1963–1973, na określenie rewizjonistycznych westernów kręconych we Włoszech i Hiszpanii. Twórcą charakterystycznych cech tego podgatunku był Sergio Leone.
Spaghetti westerny były produkowane przy wykorzystaniu zwykle niskiego budżetu, z udziałem aktorów europejskich oraz latynoskich i kilku amerykańskich. Cechowały się wysoką brutalnością, nihilizmem moralnym i czarnym humorem. Do głównych przedstawicieli nurtu zalicza się Sergia Leone i Sergia Corbucciego.
Spaghetti westerny początkowo były z góry oceniane negatywnie przez amerykańskich krytyków, którzy nie tolerowali podróbek ich rodzimego gatunku. Niektóre z filmów nurtu jednak zrehabilitowano jako dzieła wyróżniające się wizją artystyczną (przede wszystkim filmy Leone). Dwa z nich (Dobry, zły i brzydki oraz Pewnego razu na Dzikim Zachodzie) mają opinię arcydzieł światowego kina. Do dokonań spaghetti westernów nawiązywała między innymi twórczość Clinta Eastwooda, Quentina Tarantino i Roberta Rodrigueza.

## Geneza
Pierwszym szeroko pojętym westernem opublikowanym we Włoszech była opera Giacoma Pucciniego z 1910 roku pod tytułem Dziewczyna ze Złotego Zachodu. Bezpośrednie narodziny włoskiej odmiany westernów filmowych miały przyczynę w filmach europejskich (eurowesternach) kręconych od lat 20. XX wieku, początkowo głównie w Niemczech i we Francji. Przykładem eurowesternów sprzed epoki spaghetti westernów jest Winnetou: Złoto Apaczów (1963). Tworzenie westernów w Europie nasiliło się po II wojnie światowej w związku z postępującą amerykanizacją Europy Zachodniej.
Od 1958 roku w Stanach Zjednoczonych ze względu na kryzys finansowy w Hollywood spadała produkcja filmowych westernów amerykańskich. Wskutek tego Amerykanie w celu zmniejszenia kosztów zaczęli przenosić produkcję do Włoch, nawiązując współpracę z miejscowymi włoskimi reżyserami, takimi jak Sergio Leone, Sergio Corbucci i Mario Bava (na przykład Sergio Leone asystował przy produkcji Heleny Trojańskiej z 1956 roku i Ben-Hura z 1959 roku). Włoski przemysł filmowy zaczął dzięki pomocy pieniężnej wytwórni hollywoodzkich finansować tworzenie własnych imitacji klasycznego filmu kowbojskiego.

### Nazewnictwo i klasyfikacja gatunkowa
Nazwa „spaghetti western” została użyta po raz pierwszy przez krytyków filmowych i była traktowana jako pogardliwe określenie westernów włoskich. Po raz pierwszy tę nazwę w obiegu naukowym wprowadził brytyjski historyk filmu Christopher Frayling dla określenia filmów powstałych we Włoszech i Hiszpanii. Dimitris Eleftheriotis próbował tłumaczyć owo określenie jako używane w kontekście hybrydy gatunkowej, jaką było połączenie klasycznego hollywoodzkiego westernu z kinem włoskim. Określił jednak taką nazwę nurtu mianem niejasnej, gdyż nie precyzowała, czy spaghetti western odnosi się do gatunku, czy też podgatunku; uznał też takie nazewnictwo za pogardliwe, przypominając, iż Włosi go nie zaakceptowali.
Spaghetti westerny umieszcza się też w ramach szerszego nurtu gatunkowego nazywanego westernem rewizjonistycznym. William McClain podkreśla, że spaghetti westerny swą poetyką przemocy przypominały niektóre amerykańskie filmy kowbojskie lat 50. i 60. XX wieku, reżyserowane między innymi przez Anthony’ego Manna, Johna Forda, Williama Wellmana, Raoula Walsha oraz wczesną twórczość Sama Peckinpaha – i w amerykańskiej prasie były traktowane pod względem drastyczności jako imitacje dzieł wspomnianych amerykańskich klasyków. Dzieła Leone analizowano też równolegle z niezwykle brutalnymi amerykańskimi eposami teoretycznie odległymi od westernu, takimi jak gangsterski Bonnie i Clyde (1967) Arthura Penna.

## Historia
| Film                                       | Rok  | Reżyser             |
| ------------------------------------------ | ---- | ------------------- |
| Duello nel Texas                           | 1963 | Ricardo Blasco      |
| Za garść dolarów                           | 1964 | Sergio Leone        |
| Za kilka dolarów więcej                    | 1965 | Sergio Leone        |
| Pistolet dla Ringa                         | 1965 | Duccio Tessari      |
| Dobry, zły i brzydki                       | 1966 | Sergio Leone        |
| Django                                     | 1966 | Sergio Corbucci     |
| Gringo                                     | 1966 | Damiano Damiani     |
| Se sei vivo spara                          | 1967 | Giulio Questi       |
| Twarzą w twarz                             | 1967 | Sergio Sollima      |
| Colorado                                   | 1967 | Sergio Sollima      |
| Rzeka dolarów                              | 1967 | Carlo Lizzani       |
| Krwawa rzeka                               | 1967 | Enzo G. Castellari  |
| Śmierć jeździ konno                        | 1967 | Giulio Petroni      |
| Pewnego razu na Dzikim Zachodzie           | 1968 | Sergio Leone        |
| Człowiek zwany Ciszą                       | 1968 | Sergio Corbucci     |
| Zawodowiec                                 | 1968 | Sergio Corbucci     |
| Se incontri Sartana prega per la tua morte | 1968 | Gianfranco Parolini |
| Queimada                                   | 1969 | Gillo Pontecorvo    |
| Sabata                                     | 1969 | Gianfranco Parolini |
| Nazywają mnie Trinity                      | 1970 | Enzo Barboni        |
| Vamos a matar, compañeros                  | 1970 | Sergio Corbucci     |
| La collera del vento                       | 1970 | Mario Camus         |
| Garść dynamitu                             | 1971 | Sergio Leone        |
| ...continuavano a chiamarlo Trinità        | 1971 | Enzo Barboni        |
| Nazywam się Nobody                         | 1973 | Tonino Valerii      |

### Twórczość Leone

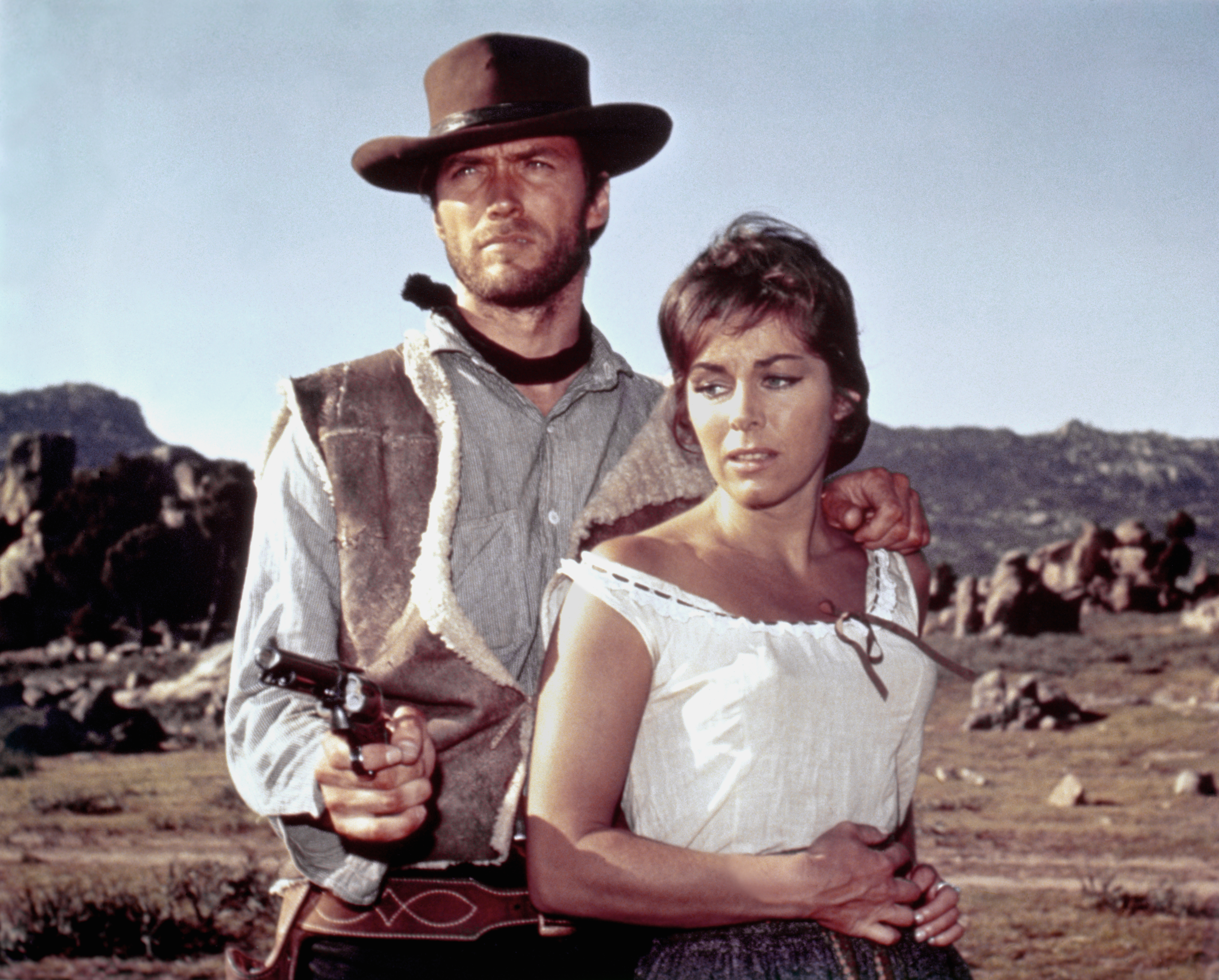
Clint Eastwood i Marianne Koch w filmie Za garść dolarów (1964)

Powstanie nurtu napędzała włoska wytwórnia Cinecittà, która przed 1964 rokiem wyprodukowała około 25 własnych podróbek westernu, między innymi Arizona Bill (1964) Maria Bawy. Prawdziwym przełomem w historii podgatunku spaghetti westernów stał się jednak film Za garść dolarów (1964) w reżyserii Sergia Leone. Konwencją dotychczasowego klasycznego westernu był wyraźny podział na złych kowbojów (często uciekających się do przemocy) oraz dobrych bohaterów, którzy dobrowolnie bronili ludność prowincjonalnego miasteczka. Wraz z pojawieniem się Za garść dolarów na ekranach kin podział ten uległ zatarciu. Fabuła filmu była po części oparta na filmie Straż przyboczna z 1959 roku w reżyserii Akiry Kurosawy, po części zaś na komedii włoskiej Arlecchino servitore di due padroni Carla Goldoniego z 1743 roku. Do meksykańskiej wioski nękanej przez dwa gangi przybywa tajemniczy rewolwerowiec (Clint Eastwood), który lawirując pomiędzy nimi, doprowadza je do samozniszczenia, a na końcu pojedynkuje się z hersztem bandy meksykańskiej (Gian Maria Volonté). W Za garść dolarów reżyser rozprawił się z mitem bezinteresownego bohatera i silnych kobiet-dziewic – główna postać filmu to człowiek kierujący się przede wszystkim zyskiem, gangsterzy nie mają żadnych ludzkich odruchów, kobiety zaś są mało istotnymi dla fabuły, słabymi wdowami; wyraźną cechą dzieła Leonego był także czarny humor. Film zawierał jednocześnie charakterystyczną muzykę Ennia Morricone, inspirowaną meksykańską muzyką ludową z solówkami granymi przez trąbki, użyciem sycylijskich instrumentów ludowych i gwizdami. Subtelne, budzące napięcie zbliżenia oraz długie sekwencje nadały filmowi miana kina artystycznego.
Twórcy Za garść dolarów w wersji na amerykański rynek maskowali swoje włoskie pochodzenie, podpisując się angielskimi nazwiskami; na przykład Leone w napisach początkowych widniał jako Bob Robertson. Podobnie czyniła większość twórców westernów włoskich.
Sukces filmu skłonił Leone do stworzenia kolejnego dzieła pod tytułem Za kilka dolarów więcej (1965). Opowiadał on o rywalizacji dwóch łowców głów (Clint Eastwood, Lee Van Cleef) polujących na bandytę (Gian Maria Volonté, towarzyszy mu postać grana przez Klausa Kinskiego) – jeden czyni to dla pieniędzy, drugi zamierza pomścić swoją siostrę zgwałconą przez złoczyńcę. Podobnie jak poprzednia część trylogii, film charakteryzował się czarnym humorem, częstymi zbliżeniami oraz charakterystyczną muzyką Morricone, wykorzystującą dzwony zegarowe i dźwięki pozytywki.
Dwa pierwsze filmy tak zwanej trylogii dolarowej były kameralne i kręcone przy niskim budżecie. Podczas produkcji filmu Dobry, zły i brzydki (1966) budżet znacznie wzrósł. Antybohaterami dzieła byli różniący się charakterem trzej rewolwerowcy (Clint Eastwood, Lee Van Cleef, Eli Wallach) poszukujący skarbca pełnego złota. Tłem dla ich poczynań jest wojna secesyjna. Sergio Leone ukazał ją w kontekście I wojny światowej (walka pozycyjna o pojedynczy most) i II wojny światowej (obóz jeniecki żołnierzy Unii ukazany jak nazistowskie stalagi). W filmie następuje sarkastyczna konfrontacja ideałów kowbojskich z prawdziwymi, amoralnymi działaniami bohaterów. Dobry, zły i brzydki kończy się mitycznym wręcz pojedynkiem trójki rewolwerowców na cmentarzu.
Podsumowanie całego dorobku trylogii podjął Leone w filmie Pewnego razu na Dzikim Zachodzie (1968), łączącym klasyczny dla filmów hollywoodzkich motyw budowy kolei z postacią tajemniczego rewolwerowca żądnego zemsty za śmierć brata (Charles Bronson) i jego głównego antagonisty (Henry Fonda). Innymi gwiazdami byli Jason Robards i Claudia Cardinale. Film zawierał ironiczne odwołania do amerykańskich westernów (między innymi W samo południe), jednocześnie mitologizując toposy typowe dla gatunku (pojedynek przy wtórze harmonijki). Początkowo ignorowany, Pewnego razu na Dzikim Zachodzie stał się filmem uznawanym przez część amerykańskich krytyków za jeden z najlepszych westernów w historii.

### Inne wybrane dzieła

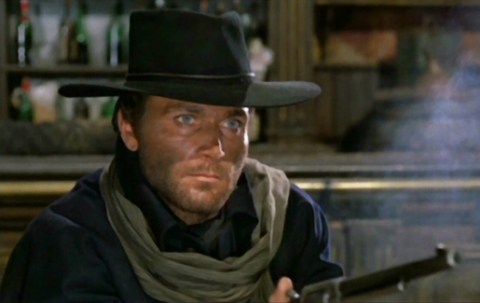
Franco Nero w filmie Django (1966)

Ironiczny wobec klasycznych motywów westernowych styl Leone rozpowszechnił się wśród innych twórców. Na twórczości Leone było opartych wielu włoskich reżyserów, którzy posuwali się do parodii nie tylko hollywoodzkich filmów kowbojskich, ale też twórczości inicjatora nurtu. Jednym z bardziej znanych dzieł tego typu był brutalny Django (1966) w reżyserii Sergia Corbucciego, bohaterem czyniący tytułowego samotnego rewolwerowca (Franco Nero) z karabinem maszynowym, który chroni mieszkańców prowincjonalnego miasteczka przed zwalczającymi się grupami. Cechą charakterystyczną dla filmu Corbucciego, jak również dla samego nurtu, jest samotność głównego bohatera – swoją ukochaną już utracił – oraz motyw zemsty. Django odniósł spory sukces w Europie Zachodniej. Imię tytułowej postaci wykorzystywano w kilkudziesięciu tanich produkcjach, wśród których wyróżnia się epatujący przemocą Se sei vivo, spara (1967, znany także jako Django, Kill) w reżyserii Giulia Questiego; nie oszczędzał on widzowi scen takich jak skalpowanie, wyrafinowane tortury czy zabijanie dzieci. Na fali popularności Django powstały liczne tytuły różnych twórców, które stwarzały innych bohaterów: Sartanę, Ringo (sztandarowym przykładem jest Pistolet dla Ringa, 1965, w reżyserii Duccia Tessariego), Sabatę i Trinity. Corbucci polemizował także ze schematami polegającymi na pozytywnych zakończeniach westernów; jego dzieło pod tytułem Człowiek zwany Ciszą (1968) zawierało mroczne finale polegające na śmierci głównego bohatera.
Twórcy spaghetti westernów podejmowali również tematy polityczne, najczęściej związane z rewolucją meksykańską. Przykładem takiego westernu jest film zaangażowany Gringo (1966, reż. Damiano Damiani) o bandycie (Gian Maria Volonté), który zabija najemnika Amerykanów mającego powstrzymać rewolucję. Ów film o jawnie lewicowym przesłaniu odnosił się do wojny wietnamskiej jako bezprawnej ingerencji Amerykanów w wewnętrzne sprawy innych państw. W realiach rewolucyjnych osadzone były również takie filmy, jak nowatorskie w poetyce gatunkowej Colorado (1967, reż. Sergio Sollima) o meksykańskim bandycie (Tomás Milián) niesłusznie oskarżonym o zabójstwo dziewczyny, Zawodowiec (1968, reż. Sergio Corbucci) o polskim najemniku (Franco Nero) mieszającym się dla zysku w walki rewolucyjne oraz Garść dynamitu (1971, reż. Sergio Leone) o współpracy meksykańskiego rzezimieszka (Rod Steiger) z terrorystą IRA (James Coburn).
Na przełomie lat 60. i 70. XX wieku popularność zdobyły westernowe komedie w rodzaju Nazywają mnie Trinity (1970, reż. Enzo Barboni) i Nazywam się Nobody (1973, reż. Tonino Valerii) z udziałem Terence’a Hilla i Buda Spencera, które odniosły większy sukces niż filmy Leone. Ostatnie dokonania spaghetti westernu przypadają według Petera Bondanelli na rok 1973, z kolei Tadeusz Miczka przedłuża ten okres do 1976 roku – daty premiery Keomy z Franco Nero w roli głównej.

### Kompozytorzy i muzyka
Leone, Corbucci i kilku innych reżyserów włoskich współpracowało przy tworzeniu spaghetti westernów z Enniem Morricone. Tworzył on do spaghetti westernów dynamiczną muzykę inspirowaną utworami klasycznymi. Przykładowo w Za kilka dolarów więcej wykorzystał on Toccatę i fugę d-moll Bacha, w Garści dynamitu pojawiają się motywy z Eine kleine Nachtmusik Mozarta, a w filmie Colorado istnieje nawiązanie do Dla Elizy Beethovena. Innymi kompozytorami muzyki do spaghetti westernów byli Luis Bacalov, Armando Trovajoli i Bruno Nicolai. Tworzone kompozycje wykorzystywały trąbkę, pianino, gitarę, harmonijkę oraz głos ludzki. Muzyka do spaghetti westernów ze względu na swoją dynamikę i eksperymentalny charakter odróżniała się od występującej w hollywoodzkich westernach; była osadzona w korzeniach europejskich.

## Odbiór

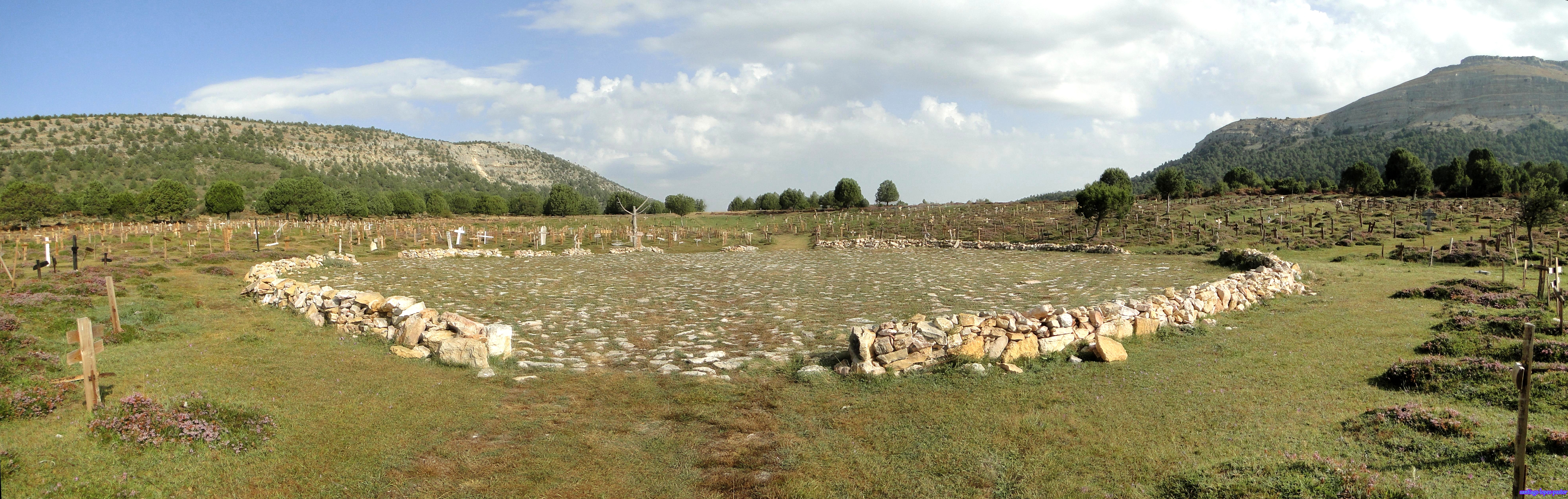
Rekonstrukcja fikcyjnego cmentarza Sad Hill na obszarze hiszpańskiej Almerii, gdzie były kręcone zdjęcia do Dobrego, złego i brzydkiego

Spaghetti westerny odnosiły sukcesy w kraju, lecz w ojczyźnie filmów kowbojskich – Stanach Zjednoczonych – były początkowo bez wyjątku przyjmowane negatywnie. Krytyka ta odnosiła się zwłaszcza do najpopularniejszych wówczas filmów Leone. Przykładowo Bosley Crowther i Vincent Canby z pisma „The New York Times” zwracali uwagę na ich zdaniem rażącą brutalność i płytkość fabularną owych filmów. Już wówczas jednak znaleźli się krytycy patrzący z większym zainteresowaniem na nowy wówczas nurt: Roger Ebert z „Chicago Sun-Times” chwalił stronę techniczną dwóch ostatnich filmów trylogii dolarowej, aczkolwiek sam po latach przyznał, że nawet spaghetti westernów Leone nie traktował jako sztuki. Sceptycznie do spaghetti westernów odnoszono się początkowo także w Polsce; Czesław Michalski pisał, iż „w zakresie gwałtu, brutalności i sadyzmu – spaghetti western z nadwyżką spełnia zapotrzebowanie zachodniej widowni na tego rodzaju emocje”. Podobnie oceniał spaghetti westerny Zygmunt Kałużyński, nazywając je „parodią westernu” i „bezczelnymi, sadystycznymi-seksowno-porno kawałkami”.
Przemianę w traktowaniu spaghetti westernów w krajach anglosaskich stanowiła praca Spaghetti Westerns: Cowboys and Europeans from Karl May to Sergio Leone z 1981 roku autorstwa brytyjskiego historyka filmu Christophera Fraylinga. Zwracał on uwagę na uprzedzenia amerykańskich krytyków do włoskiego nurtu, biorące się ze względów narodowościowych; wspomniał o tym, że główni twórcy westernów, jak na przykład John Ford i Howard Hawks, też nie byli z pochodzenia prawdziwymi Amerykanami. W późniejszym czasie zaczęły masowo pojawiać się prace rehabilitujące spaghetti western jako nurt.
Dimitris Eleftheriotis, powołując się na prace Fraylinga i Mary Louise Pratt, dopatrzył się w spaghetti westernach przykładu transkulturacji klasycznego westernu z włoską kulturą. Zwrócił też szczególną uwagę na osobliwy charakter włoskich westernów, które tworzyły postacie bez imienia i przeszłości, kładąc silny nacisk na swą tożsamość narodową; zauważył też, że odrzucały romantyczną wizję Dzikiego Zachodu, ukazując mroczną stronę dawnych czasów.
Peter Bondanella jako najważniejsze filmy podgatunku wymienił trylogię dolarową Sergia Leone, Django Sergia Corbucciego, Gringo Damiana Damianiego, Lo chiamavano Trinità Enza Barboniego i Nazywam się Nobody Tonina Valerii; Joanna Wojnicka wyróżniła jedynie twórczość Leone i Corbucciego, sprowadzając pozostałe filmy do kina klasy B.

## Wpływ
| Rok  | Włochy | USA |
| ---- | ------ | --- |
| 1962 | 242    | 174 |
| 1963 | 241    | 155 |
| 1964 | 270    | 181 |
| 1966 | 245    | 168 |
| 1967 | 258    | 215 |
| 1974 | 237    | 156 |

Spaghetti western wywarł znaczący wpływ na kondycję włoskiej kinematografii, która dzięki temu nurtowi stała się w latach 60. i 70. XX wieku najpotężniejszym przemysłem filmowym w Europie Zachodniej. W liczbie produkowanych filmów Włochy przewyższyły wówczas Stany Zjednoczone. Do końca lat 70. XX wieku wyprodukowano – także we współpracy z hiszpańskimi, francuskimi i niemieckimi spółkami – około 400 spaghetti westernów. Włoskie westerny stanowiły swoisty fenomen w Europie Zachodniej, który zaowocował w nawiązujących do nich komiksach.
Motywy spaghetti westernu podrabiali niektórzy reżyserzy amerykańscy. Czołowym przykładem amerykańskiego filmu inspirowanego nurtem włoskim jest Dzika banda (1969) w reżyserii Sama Peckinpaha z kulminacyjną sekwencją rzezi meksykańskich żołnierzy; Peckinpah przyznał, że bez znajomości twórczości Sergia Leone nie wyprodukowałby tego filmu. Na spaghetti westernach – przede wszystkim twórczości Leone – wzorowali się w latach 60. XX wieku także Don Siegel i Ted Post (Blef Coogana i Zemsta szeryfa, w których występował Eastwood) oraz George Roy Hill z filmem Butch Cassidy i Sundance Kid. Tematykę nurtu w późniejszych czasach – szczególnie motyw tajemniczego rewolwerowca – przywoływał Eastwood w kręconych przez siebie filmach takich jak Mściciel, Wyjęty spod prawa Josey Wales i Niesamowity jeździec.

Spaghetti westerny stanowiły inspirację dla Quentina Tarantino. W jego Kill Billu doszukano się nawiązań do twórczości Sergia Leone oraz innych filmów takich jak Se sei vivo, spara, Navajo Joe i Zawodowiec. Stylistykę charakterystyczną dla spaghetti westernów Tarantino powielił w filmach Bękarty wojny, Django oraz Nienawistna ósemka. Filmem inspirowanym tym nurtem było też Pewnego razu w Meksyku: Desperado 2 Roberta Rodrigueza. Inspirację ze spaghetti westernów czerpały filmy Wschodu, między innymi Sukiyaki Western Django (reż. Takashi Miike) oraz Dobry, zły i zakręcony (reż. Kim Ji-woon).